# USS Kearsarge (BB-5)
Pour les autres navires du même nom, voir USS Kearsarge.
L’USS Kearsarge (BB-5) est un cuirassé Pré-Dreadnought de l'US Navy de classe Kearsarge construit à partir de 1896 par Newport News Shipbuilding en Virginie et mise en service en 1900. Il est nommé d'après le sloop de guerre USS Kearsarge (1861). Sa quille est posée aux chantiers Newport News Shipbuilding de Virginie, le 30 juin 1896. Le navire est lancé le 24 mars 1898, parrainé par l'épouse du vice-amiral Herbert Winslow. Il entre en service le 20 février 1900.
Entre 1903 et 1907, le Kearsarge sert successivement dans le North Atlantic Squadron puis dans la Flotte de l'Atlantique, et de 1907 à 1909, il navigue avec la Grande flotte blanche. En 1909, le navire est désarmé pour subir une modernisation terminée en 1911. En 1915, le Kearsarge sert dans l'Atlantique, et entre 1916 et 1919, il est utilisé comme navire d'entraînement. Transformé en bateau-grue en 1920, il est rebaptisé IX-16, puis AB-1. Il est définitivement retiré du service le 22 juin 1955 et vendu pour la ferraille en aout de la même année.

## Historique

### Conception
Les cuirassés de classe Kearsarge ont été conçus pour la défense côtière. Ils ont un déplacement de 10 470 t, une longueur hors-tout de 114,40 m, un maître-bau de 22,02 m et un tirant d'eau de 7,16 m. Les deux moteurs à vapeur 3 cylindres verticaux alimentés par cinq chaudières à vapeur, reliés à deux arbres de transmission, produisent un total de 8 705 kW, et permettent au navire d’atteindre une vitesse maximale de 31,143 km/h. Le Kearsarge était armé par 40 officiers et 514 marins, pour un total de 554 membres d'équipage.

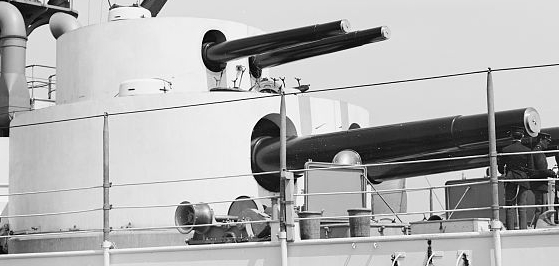
Une double tourelle du Kearsarge (8 avril 1900)

Le Kearsarge a deux doubles tourelles, avec deux canons de 330 mm et deux canons de 203 mm chacun, empilés sur deux niveaux. Les armes et le blindage des tourelles ont été conçus par le Bureau of Ordnance (bureau de l'artillerie), tandis que la tourelle, elle-même a été conçue par le Bureau of Construction and Repair. Cette double conception a pour conséquence que les canons ont été montés loin en arrière dans la tourelle. L'amiral William Sims a affirmé que, par conséquent, un obus tiré pourrait atteindre les magasins en dessous, mettant hors de service les armes. En plus de ces canons, le Kearsarge est armé de quatorze canons de 127 mm , vingt canons 6-pounder gun (en) 57 mm , huit canons de 37 mm, quatre mitrailleuses de 7,6 mm et quatre tubes lance-torpilles de (460 mm. Le Kearsarge a un très faible franc-bord, ce qui empêche ses canons d'être utilisés par mauvais temps.
Le blindage au niveau de la ligne de flottaison est de 127 à 419 mm d'épaisseur et les tourelles principales sont protégées par un blindage de 380-430 mm, tandis que les tourelles secondaires possèdent une armure de 150 - 280 mm d’épaisseur. Les barbettes font 320-380 mm d'épaisseur, tandis que le château dispose d’une armure de 250 mm. La ceinture de blindage est composée d'acier du type Harvey armor (en).
Le Kearsarge transporte aussi 16 petites embarcations. Un cotre à vapeur de 12 m, d'une capacité de 60 hommes, utilisés pour le transport de et vers le port, et qui pouvait remorquer les autres bateaux si nécessaire. Deux barcasses (en) de 10 mètres, chacune capable de transporter 64 hommes. Il y avait aussi dix embarcations de 9 m : quatre cotres, d'une capacité de 45 hommes, la barge de l’amiral, deux baleinières (qui servent de canots de sauvetage), et la barque du capitaine . Quatre petits bateaux complètent cet ensemble: deux dériveurs de 6,1 m et deux catamarans de 5,5 m.

### Construction

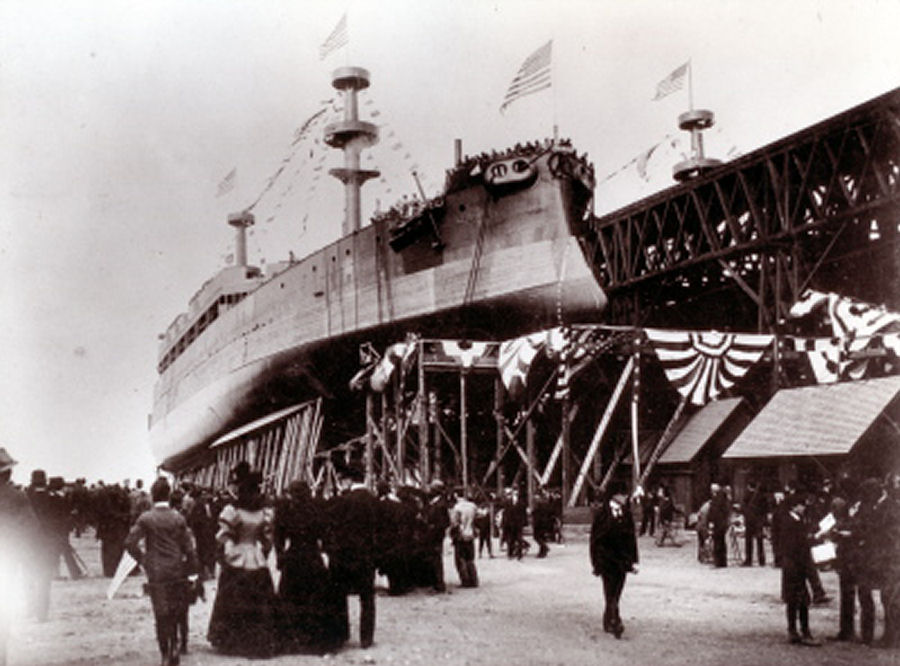
Le lancement du Kearsarge, le 24 mars 1898.

L’US Navy autorise la construction du Kearsarge le 2 mars 1895, et le contrat pour sa construction est attribué le 2 janvier 1896. La quille du navire est posée le 30 juin 1896 aux chantiers Newport News Shipbuilding & Dry Dock Company en Virginie,. Le coût total de construction est de 504 359 168 $ US. Le navire est nommé en l’honneur du sloop de guerre USS Kearsarge célèbre pour avoir coulé le CSS Alabama. Le Kearsarge est aussi le premier navire de la Marine des États-Unis à être nommé par un acte du Congrès des États-Unis. C’est le seul cuirassé américain à ne pas porter le nom d'un État. Il est baptisé le 24 mars 1898 (le même jour que son Sister-ship, l'USS Kentucky) par l'épouse du vice-amiral Herbert Winslow, belle-fille du capitaine John Ancrum Winslow, le commandant du premier Kearsarge. Le navire est mis en service le 20 février 1900, sous le commandement du capitaine William M. Folger.

## Déploiement

### Début de service
Comme navire amiral de l’escadre de l'Atlantique Nord (North Atlantic Squadron), le Kearsarge navigue principalement le long de la côte Est des États-Unis et jusqu’en mer des Caraïbes. En mai 1901 le capitaine Bowman H. McCalla (en) prend le commandement du Kearsarge, bien que jusqu’en mai 1902, le navire est effectivement commandé par le capitaine Joseph Newton Hemphill. Réassigné comme le vaisseau-amiral de l'Escadron européen (European Squadron), il quitte Sandy Hook, le 3 juin 1903 pour naviguer vers Kiel, en Allemagne. Le navire accueille la visite de l'empereur Guillaume II d'Allemagne le 25 juin, et celle du prince de Galles le 13 juillet, qui deviendra plus tard le roi George V du Royaume-Uni.
Le Kearsarge retourne à Bar Harbor, dans le Maine, le 26 juillet 1903, où il reprend son poste de navire amiral. Le 1er décembre le navire navigue de New York à Guantanamo Bay, à Cuba afin de prendre formellement possession de la base navale de la baie de Guantánamo, au nom des États-Unis le 10 décembre, à la suite du traité américano-cubain,. Le 26 mars 1904 le capitaine Raymond P. Rodgers (en) prend le commandement du navire. Après une série de manœuvres dans la mer des Caraïbes, le Kearsarge se rend avec l'escadre de l'Atlantique Nord à Lisbonne au Portugal, où il accueille le roi Charles Ier de Portugal le 11 juin 1904. Le Jour de l'Indépendance est célébrée dans la baie de Phalère en Grèce, en compagnie du roi Georges Ier de Grèce, de son fils et sa belle-fille, le prince André de Grèce et du Danemark et de la princesse Alice de Battenberg. L'escadron visite Corfou, Trieste et Fiume avant de retourner à Newport (Rhode Island), le 29 août 1904.
Le 31 mars 1905, l'USS Maine (BB-10) remplace Kearsarge comme vaisseau amiral de la Flotte de l'Atlantique Nord, mais ce dernier reste dans la même escadre. Le capitaine Herbert Winslow prend le commandement du navire au cours du mois de décembre 1905. Le 13 avril 1906, lors d’un exercice au large du cap Cruz à Cuba, la poudre d’un des canons de 330 mm s’enflamme accidentellement, tuant deux officiers et huit hommes d’équipage,.

### Grande flotte blanche

Parcours de la Grande flotte blanche

Le président Roosevelt ordonne à l'US Navy d'organisée un tour du monde effectué par une flotte de navires militaires,. Cette circumnavigation a pour but de démontrer la puissance militaire et maritime américaine grandissante. Elle se composait de 16 navires de guerre divisés en deux escadrons,. La coque de ces bateaux était peinte en blanc immaculé, donnant à l'armada le surnom de Great White Fleet.
Attaché à la deuxième escadre et quatrième division, et sous le commandement du capitaine Hamilton Hutchins, le Kearsarge participe à la totalité de cette circumnavigation du 16 décembre 1907 au 22 février 1909 avec la Grande flotte blanche. Le Kearsarge et son sister-ship, USS Kentucky, qui participe aussi à ce périple, font partie des navires les plus anciens de la flotte, contrairement à USS Connecticut, fleuron de la flotte à cette date, qui prend la tête de l'armada avec la première escadre. La flotte quitte Hampton Roads, passe par la Trinité et Rio de Janeiro, avant de traverser le détroit de Magellan. De là, elle passe par la côte ouest de l'Amérique du Sud, et visite Punta Arenas et Valparaíso au Chili, Callao au Pérou, et la Baie de Magdalena au Mexique. La flotte atteint San Diego le 14 avril 1908 et San Francisco le 6 mai. Deux mois plus tard, les navires de guerre atteignent Honolulu à Hawaï, et le 9 aout Auckland en Nouvelle-Zélande. La flotte arrive à Sydney en Australie, le 20 août, et après une semaine de mer, elle accoste à Melbourne.
Le Kearsarge quitte Albany en Australie-Occidentale, le 18 septembre pour faire route vers les îles Philippines, le Japon, la Chine et Ceylan avant de transiter par le canal de Suez. La flotte arrive Port-Saïd le 3 janvier 1909. Le Kearsarge quitte la flotte à Port-Saïd, le 10 janvier 1909 pour faire route vers Malte. Il arrive à Alger, le 24 janvier, avant de rejoindre la flotte à Gibraltar le 1er février. La Grande flotte blanche est de retour à Hampton Roads le 22 février, accueilli par le président américain Theodore Roosevelt.

### Première Guerre mondiale

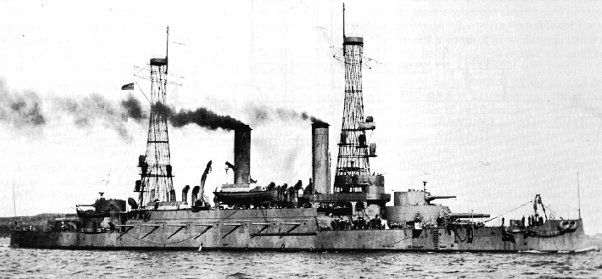
Le Kearsarge après modernisation en 1916

Comme avec la plupart des grands navires de la White Fleet, le Kearsarge est modernisé à son retour. Il est désarmé au chantier naval de Philadelphie, le 4 septembre 1909, et la modernisation est achevée en 1911, pour un coût de 675 000 $ US. Le navire reçoit de nouveaux mâts d'observation, de nouvelles chaudières à tubes d'eau, et de nouveaux canons de 127 mm. Les canons de lutte antiaérienne de 37 et 55 mm sont supprimés.
Le Kearsarge est à nouveau en service actif à partir du 23 juin 1915, et opère le long de la côte atlantique. Le 17 septembre, il quitte Philadelphie pour conduire un détachement de Marines américains à Veracruz, au Mexique. Il reste dans les eaux mexicaines du 28 septembre 1915 au 5 janvier 1916. Il reconduit ensuite les Marines à La Nouvelle-Orléans, avant de rejoindre la flotte de réserve de l'Atlantique (United States Navy reserve fleets) à Philadelphie le 4 février.
Jusqu'à l'entrée des États-Unis dans la Première Guerre mondiale, le navire sert à former les milices navales (Naval militia (en)) du Massachusetts et du Maine. Pendant la guerre, le Kearsarge est utilisé pour former les équipages de la Garde armés et des ingénieurs de la marine au cours de navigation le long de la côte atlantique. Le 18 août 1918, le Kearsarge sauve vingt-six survivants du navire norvégien Nordhav qui avait été coulé par le sous-marin allemand SM U-117. Après le sauvetage, le Kearsarge ramène les rescapés à Boston.

### L'entre-deux-guerres

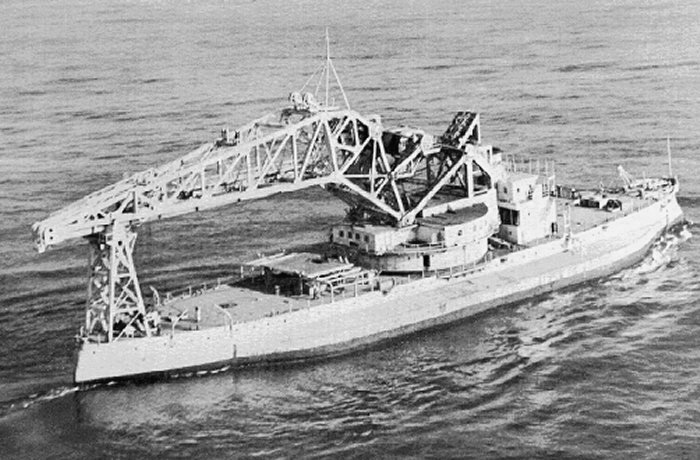
Le Kearsarge transformé en crane ship

Entre le 29 mai et le 29 août 1919, le Kearsarge sert à la formation des cadets de l’Académie navale d'Annapolis dans les Caraïbes. Quelques mois plus tard, le Kearsarge navigue d’Annapolis dans le Maryland vers les chantiers Philadelphia Navy Yard, où il est désarmé en mai 1920 (les sources divergent sur la date exacte : elles font référence soit au 10 mai,,, soit 18 mai 1920,).
Le Kearsarge est alors converti en un navire-grue. On lui attribue un nouveau numéro de coque. La liste des codes des immatriculations des navires de l'United States Navy le classifie comme IX-16 le 17 juillet 1920, mais ce numéro change pour AB-1 le 5 août 1920. La superstructure, les tourelles et le blindage sont enlevés, et sont remplacés par une grande grue tournante d’une capacité de levage de 230 tonnes. On lui adjoint aussi des flotteurs de 3 m afin d'améliorer sa stabilité. Le navire est ainsi utilisé durant les vingt années suivantes, y compris le renflouage de l'USS Sailfish en 1939.

### Seconde Guerre mondiale
Le 6 novembre 1941, Kearsarge est rebaptisé Crane Ship No. 1, ce qui permet que son nom soit réattribué à l'USS Hornet dans un premier temps, puis plus tard à un autre navire l'USS Kearsarge. Il continue à servir dans la manipulation des armes à feu, des tourelles, des armures et autres charges lourdes pour la maintenance et la construction de navires tels que l'USS Indiana, USS Alabama, USS Savannah, USS Chicago, et l'USS Pennsylvania.
Le navire-grue et transféré aux chantiers San Francisco Naval Shipyard en 1945, où il participe à la construction du Hornet, de l'USS Boxer, et à la reconstruction de l'USS Saratoga. En 1948, il quitte la côte ouest pour les chantiers navals de Boston. Le 22 juin 1955 son nom est rayé du Naval Vessel Register, et le navire est vendu pour la ferraille le 9 août 1955.